# Terapia psicofonica
La psicofonia è una disciplina che considera la voce come l'espressione della complessità dell'essere umano: essa riconosce nel suono vocale la sintesi degli stati somatici, delle emozioni, delle tracce del pensiero formulato e di quello fantasmatico. In questa discliplina la voce non è intesa come il riferimento sintomatico del benessere e malessere della persona, ma è anche e soprattutto la via attraverso la quale si rende possibile l'armonizzazione e l'equilibrio. 
La psicofonia fu fondata nel 1960 da Marie-Louise Aucher, una cantante professionista francese e insegnante di canto, alla quale si deve la scoperta della recettività dei suoni nel corpo. Partendo da basi sperimentali e intuitive, si è avvalsa in seguito della collaborazione di medici, neurofisiologi e foniatri per comprendere le leggi che governano la libera espressione dell'essere umano. A coniare il termine "Psicofonia" fu il foniatra Prof. Husson, che ha voluto così stigmatizzare il lavoro della Aucher rispetto alla nascente ortofonia-logopedia.